# Communauté de communes Seine Melda Coteaux
La communauté de communes Seine Melda Coteaux est une ancienne communauté de communes française, située dans le département de l'Aube et la région Grand Est.

## Historique
La Communauté de communes est créée à la fin de l'année 2007.
Le 1er janvier 2010, la commune de Feuges a intégré l'intercommunalité. Un an plus tard, ce sont Aubeterre et Montsuzain qui la rejoignent.
Le 1er janvier 2017 la communauté de communes est intégrée dans la nouvelle communauté d'agglomération Troyes Champagne Métropole, composée de 81 communes.

## Composition
Elle était composée des communes suivantes :
| Nom                      | Code Insee | Gentilé        | Superficie (km2) | Population (dernière pop. légale) | Densité (hab./km2) |
| ------------------------ | ---------- | -------------- | ---------------- | --------------------------------- | ------------------ |
| Saint-Lyé (siège)        | 10349      | Lyotains       | 32,70            | 2 940 (2014)                      | 90                 |
| Aubeterre                | 10015      | Aubeterriens   | 11,66            | 319 (2014)                        | 27                 |
| Barberey-Saint-Sulpice   | 10030      | Barberotins    | 9,36             | 1 351 (2014)                      | 144                |
| Creney-près-Troyes       | 10115      | Cœurlequins    | 15,76            | 1 782 (2014)                      | 113                |
| Dierrey-Saint-Pierre     | 10125      | Dierrotins     | 21,61            | 284 (2014)                        | 13                 |
| Feuges                   | 10149      | Feugeois       | 10,99            | 314 (2014)                        | 29                 |
| Lavau                    | 10191      | Lavausiens     | 5,74             | 1 011 (2014)                      | 176                |
| Macey                    | 10211      | Macelots       | 20,46            | 935 (2014)                        | 46                 |
| Mergey                   | 10230      | Mergeotins     | 15,01            | 701 (2014)                        | 47                 |
| Montgueux                | 10248      | Montgueuillats | 11,25            | 405 (2014)                        | 36                 |
| Montsuzain               | 10256      | Montsuzanois   | 19,62            | 408 (2014)                        | 21                 |
| Le Pavillon-Sainte-Julie | 10281      | Pavillonnais   | 22,93            | 307 (2014)                        | 13                 |
| Payns                    | 10282      | Payntiers      | 16,97            | 1 338 (2014)                      | 79                 |
| Saint-Benoît-sur-Seine   | 10336      | Bénédictins    | 11,78            | 410 (2014)                        | 35                 |
| Sainte-Maure             | 10352      | Mauraciens     | 20,92            | 1 507 (2014)                      | 72                 |
| Vailly                   | 10391      | Vaillérands    | 11,25            | 298 (2014)                        | 26                 |
| Villacerf                | 10409      | Villacerons    | 9,64             | 569 (2014)                        | 59                 |
| Villechétif              | 10412      | Acoutis        | 12,24            | 933 (2014)                        | 76                 |
| Villeloup                | 10414      | Villelouptiers | 16,31            | 119 (2014)                        | 7,3                |

## Compétences
- Collecte et traitement des déchets des ménages et déchets assimilés
- Sport
- Création, aménagement, entretien et gestion de zone d'activités industrielle, commerciale, tertiaire, artisanale ou touristique
- Création et réalisation de zone d'aménagement concerté (ZAC)
- Aménagement de l'espace
- Autres

## Sources
- Le splaf - (Site sur la Population et les Limites Administratives de la France)
- La base aspic de l'Aube - (Accès des Services Publics aux Informations sur les Collectivités)
- La population au 1er janvier 2008 des territoires de Champagne-Ardenne